# Лебедь (жилой комплекс)
«Лебедь» — экспериментальный дом-комплекс с обслуживанием (жилой комплекс), расположенный в Москве по адресу Ленинградское шоссе, дома 29—35. Построен в 1967—1973 годах по проекту, разработанному в мастерской № 2 «Моспроекта-1» под руководством архитектора Андрея Меерсона. Был задуман как часть одноимённого микрорайона и лёг в основу одноимённой серии домов.

## История
Участок, на котором впоследствии был возведён «Лебедь», образовался в результате рассечения Ленинградским шоссе юго-восточной части района массовой жилищной застройки Химки-Ховрино к северу от линии Окружной железной дорогой. Ограниченный Химкинским водохранилищем с запада, парком Покровское-Стрешнево с юго-запада и трассой шоссе с восточной стороны участок предполагал строительство обособленного микрорайона, который также должен был служить композиционным началом нового городского района. Разработка проекта его застройки была поручена группе архитекторов «Моспроекта-1» под руководством Андрея Меерсона.
Помимо архитекторов, над проектом микрорайона работали социологи, экономисты и статистики, а в основу его организации легли результаты социологических исследований, проведённых в 1967 году в Новосибирском Академгородке, и собственные изыскания авторов — «Таблица интересов», отражающая связи между потребностями человека и местами их удовлетворения. Результатом работы стал ансамбль 9-этажных, 16-этажных и 30-этажных домов — три комплекса с разными условиями проживания, предназначенные для расселения разных групп населения («коллективов»). Конечной целью экспериментального проекта было наблюдение за их жизнью и сравнение результатов.
Проект микрорайона был реализован на ⅓: архитекторы построили на Ленинградском шоссе только «Лебедь», по задумке предназначенный для более статусных жильцов и предполагавший развитую инфраструктуру для удовлетворения разнообразных запросов. «Дом коммунистического быта» для работников завода «Знамя труда», более близкий к авангардистским домам-коммунам и предполагавший наличие общей столовой и клуба, так и не был возведён. Третий комплекс, задуманный в виде единого протяжённого блока, вместо первого этажа, покоящегося на многочисленных опорах, был впоследствии воплощён как Дом авиаторов на Беговой улице.

### Архитектура
Композиционно «Лебедь» представляет собой четыре 16-этажные башни на общем стилобате. Три двухсекционных корпуса (номера 4, 5 и 7) расположены ближе к водохранилищу, а односекционный корпус № 6 выдвинут на красную линию застройки шоссе. Расположение башен было индивидуально просчитано с учётом норм инсоляции, противопожарных и санитарных требований. Над стилобатом дома приподняты на квадратных в сечении стальных колоннах, за которыми были запроектированы остеклённые помещения общественного назначения. В совокупности со стилобатом «отсутствующий» этаж придал зданиям эффект парения. Благодаря удачному пространственному решению повёрнутых друг относительно друга башен «Лебедь» представал для двигавшегося по Ленинградскому шоссе наблюдателя с разных ракурсов, то сливаясь в подобие монолита, то разделяясь на отдельные башни с просветами неба.
Проектное число жителей «Лебедя» соответствовало населению традиционного микрорайона, но жилой комплекс развивался вертикально, а не горизонтально, что привело к высокой концентрации объектов инфраструктуры, которые расположились в стилобате. Там разместились вестибюль с торговыми автоматами, бюро заказов, химчистка и прачечная, пункт проката хозяйственно-бытовых приборов, медпункт, ясли и детский сад, конференц-зал, комнаты кружков, мастерские, библиотека, фотолаборатория, магазины и другие учреждения. Эксплуатируемая крыша стилобата компенсировала отсутствие двора и подходила как для спокойного отдыха, так и для занятий спортом. На подземном уровне была предусмотрена кооперативная стоянка на 300 автомобилей, кладовые комнаты для каждой квартиры и технические помещения.
«Лебедь» был рассчитан на 550 квартир с 1, 2, 3 или 4 комнатами, балконами или лоджиями. Комплекс отличался более удобными, чем в типовых домах, планировками с просторными комнатами и большими кухнями. Высота потолков в 2,7 метра осталась прежней, поскольку корпуса «Лебедя» были построены из набора «Единого каталога» — типовых железобетонных изделий. Фасады башен были облицованы стандартными керамзитобетонными панелями с грубо заделанными швами. Простота стандартных материалов компенсировалась продуманным ритмом лестничных клеток, лоджий и выступавших за края башен балконов. В оформлении стилобата был использован красный кирпич, удачно контрастирующий с железобетонными поверхностями.

### Обитатели
Благодаря расположению в парке, близости водоёма и новаторским решениям архитекторов, в брежневский период квартиры в «Лебеде» считались статусным жильём, рассчитывать на которое могли люди с признанными заслугами или по большому блату. Дом был кооперативным, и значительную часть квартир занимала «элита» того времени — представители номенклатуры, артисты и учёные. По свидетельству архитектора Глеба Соболева, посещавшего проживавших в «Лебеде» репетиторов по физике и математике, неофициальные доходы вполне позволяли последним приобрести кооперативную квартиру.

## Современное состояние
Со временем «Лебедь» столкнулся с характерной для архитектуры советского модернизма проблемой низкого качества материалов: современных для своей эпохи, но недостаточно качественных и долговечных. Панели облезли, швы между ними раскрошились, а железная обшивка балконов начала обваливаться. Свою лепту внесли и жильцы, остеклившие часть балконов, заменившие оригинальные окна на разноцветные стеклопакеты и усеявшие поверхности фасадов кондиционерами. Свободные пространства между «ножек» 16-этажных корпусов были частично заделаны. Постепенно вокруг «Лебедя» выросли современные многоэтажные дома, лишившие его статуса архитектурной доминанты района.

## Оценка
Проект «Лебедя» принёс Меерсону широкую известность в СССР и международное признание — награду французской архитектурной выставки в номинации «Обновление архитектурных форм в СССР». Проект лёг в основу одноимённой серии домов, которая строилась в Москве до 2003 года. Многие воплощённые в «Лебеде» принципы организации стали в постсоветской России прообразом «элитных» жилых комплексов. Несмотря на удручающее современное состояние, архитекторы сходятся в высокой оценке проекта Меерсона: в нём видят важную попытку предложить альтернативу микрорайонной модели городской застройки и потенциальный памятник архитектуры, который заслуживает охранного статуса.

## Проекты в регионах
Через десятилетия в конце 80-х гг.  ряд аналогичных домов были построены в городах Ростовской Области, высотой 17 этажей. Здания расположены в Ростове-на-Дону (пр. Стачки/пр. Малиновского), Аксае, Таганроге, Азове.
Панели  и блоки доставляли на барже из Москвы и по словам жителей, дома изначально проектировались под Олимпиаду-80.